# Lupola maculinervis
Lupola maculinervis är en insektsart som beskrevs av Carl Stål 1854. Lupola maculinervis ingår i släktet Lupola och familjen dvärgstritar. Inga underarter finns listade i Catalogue of Life.